# Arabella Catherin Hankey
Arabella Catherin Hankey, född 1834, död 1911, engelsk sångförfattare och söndagsskollärare. Hon finns representerad med en psalm i flera frikyrkliga psalmböcker, bland annat Frälsningsarméns sångbok 1990 (FA).

## Sånger
- Säg mig den gamla sanning (FA nr 369)